# 寡毛土蜂科
寡毛土蜂科（Sapygidae）是膜翅目胡蜂總科下的一個科，其下約有80個種，在上始新世的波羅的海琥珀中有發現其化石。雌蜂將卵產在獨居的蜜蜂的巢中，幼蟲以寄主的幼蟲為食。一些成蟲是重要的傳粉者，因而雖無經濟價值，但有保護的必要。